# Szelestey László (néprajzkutató)
Szelestey László (Sárvár, 1943. június 22. – Nagykanizsa vagy Zalaegerszeg, 2013. november 22.) Magyar Műveltség díj-as néprajzkutató. Elsősorban a somogyi betyárvilágot kutatta.

## Munkássága
Pap Gábor művészettörténészt mesterének vallotta. A magyar betyárkultusz kialakulását, történetét kezdte kutatni a fennmaradt népköltészeti alkotások tükrében. Véleménye szerint a „szerén” élő ember mágikus tárgyai mind égi vezérléssel születtek, melyek üzeneteinek megfejtéséhez kizárólag a magyar képírás ismerete szükséges.
A magyar nép szakrális szobrászatát és a magyar betyárvilág szakralitását szintetikus egységként kezelte a magyar néphagyomány keretein belül.
2013. november 22-én, Rózsa Sándor halálának 135. évfordulóján hunyt el.
Munkásságának legértékesebb részeként rendkivül értékes, részletesen dokumentált magyar népművészeti gyűjteményt hagyott maga után, amelyet hosszas és fáradságos munkával állított össze (benne számos, a kutatás számára eddig ismeretlen pásztorfaragással).

## Kitüntetései, díjai
- Magyar Műveltség díj

## Publikációi
- Spanyolviasz berakásos pásztorfaragások a Dunántúlon. In: Zománc 1987-1988, Kecskemét, 1988
- Király Zsiga és a dunántúli pásztorművészet. Cumania, 10. 1987, 419-483. o.
- Faragó emberek, pásztorművészet. In: Gráfik Imre: Vas megye népművészete. Szombathely, Vas megyei Múzeumok Igazgatósága. 1996, 310-336. o.
- „Hírök nevök fennmarad” (Vasi betyárok faragott tárgyakon). In: Gráfik Imre: Vas megye népművészete. Szombathely, Vas megyei Múzeumok Igazgatósága. 1996, 337-356. o.
- „Hírök nevök fennmarad...” Híres dunántúli betyárok. Főnix Könyvműhely, Debrecen, 2003